# Tristira
Tristira é um género botânico pertencente à família Sapindaceae.

## Espécies
- Tristira celebica
- Tristira harpullioides
- Tristira penangensis
- Tristira pubescens
- Tristira triptera

1. ↑  «Tristira — World Flora Online». www.worldfloraonline.org. Consultado em 19 de agosto de 2020